# Lipogya
Lipogya là một chi bướm đêm thuộc họ Geometridae.